# Vernonia bamendae
Espèce
Synonymes
- Vernonia bamendae C.D.Adams[2]

Statut de conservation UICN

 VU D2 : Vulnérable
Vernonia bamendae C. D. Adams est une espèce de plantes à fleurs de la famille des Asteraceae, présente en Afrique tropicale, sur la ligne montagneuse du Cameroun. 

## Description
C'est une plante non ligneuse, que l'on rencontre sur les hauts-plateaux, à une altitude comprise entre 1 500 et 2 500 m.

## Distribution
Assez rare, jugée vulnérable car elle n'a plus été récoltée depuis longtemps, l'espèce a été observée principalement au nord-ouest du Cameroun (plateau de Bamenda), à l'ouest (monts Bamboutos), également au Nigeria, sur le plateau de Mambila.